# Football Club Savoia 1908 2005-2006
Questa voce raccoglie le informazioni riguardanti il Savoia nelle competizioni ufficiali della stagione 2005-2006.

## Stagione
La stagione 2005-2006 fu l'84ª stagione sportiva del Savoia.
Serie D 2005-2006: 10º posto

## Divise e sponsor
| Manica sinistra · Maglietta · Manica destra · Pantaloncini · Calzettoni |

## Organigramma societario
Area direttiva
- Presidente:  Fabrizio Bouchè
 Eduardo Moxedano
 Dario Pasquariello
 Giulio D'Alterio
- Vice presidente:

Area organizzativa
- Consiglio d'amministrazione: Giuseppe Fiorentino
- Segretario generale: Giuseppe Dello Iacono
- Ufficio stampa: Gianluca Monti
- Team manager: Armando Canonico
- Dirigente accompagnatore: Dino Moxedano

Area sanitaria
- Medico sociale: dott. Vincenzo Angellotti

Area tecnica
- Direttore Sportivo: Felicio Ferraro
- Allenatore:   Ranko Lazic (1ª-11ª) e (18ª-24ª) poi
 Livio Maranzano (12ª-17ª) poi
 Francesco Mango (25ª-34ª)
- Preparatore atletico: Gianni Melchiorre
- Preparatore dei portieri: Caprarella

## Rosa
| N. |                   | Ruolo | Calciatore           |
| -- | ----------------- | ----- | -------------------- |
|    | Italia (bandiera) | P     | Massimo De Blasio    |
|    | Italia (bandiera) | P     | Raffaele Ioime       |
|    | Italia (bandiera) | D     | Carlo Baylon         |
|    | Italia (bandiera) | D     | Arturo Carbonaro     |
|    | Italia (bandiera) | D     | Marco Fichera        |
|    | Italia (bandiera) | D     | Nicola Giampà        |
|    | Italia (bandiera) | D     | Andrea Martino       |
|    | Italia (bandiera) | D     | Aniello Parisi       |
|    | Italia (bandiera) | D     | Alberto Savino       |
|    | Italia (bandiera) | D     | Raffaele Scala       |
|    | Italia (bandiera) | D     | Gennaro Scognamiglio |
|    | Italia (bandiera) | D     | Aniello Vitiello     |
|    | Italia (bandiera) | C     | Carlo Balzano        |
|    | Italia (bandiera) | C     | Antonio Cerrato      |
|    | Italia (bandiera) | C     | Ciro Carrato         |
|    | Italia (bandiera) | C     | Luca Cirillo         |
|    | Italia (bandiera) | C     | Giuseppe Granozi     |
|    | Italia (bandiera) | C     | Antonio Greco        |
|    | Italia (bandiera) | C     | Antonio Infante      |
|    | Italia (bandiera) | C     | Giuseppe Lo Polito   |
|    | Italia (bandiera) | C     | Angelo Lo Grieco     |

| N. |                   | Ruolo | Calciatore                 |
| -- | ----------------- | ----- | -------------------------- |
|    | Italia (bandiera) | C     | Andrea Manco               |
|    | Italia (bandiera) | C     | Antonio Marasco (capitano) |
|    | Italia (bandiera) | C     | Mariano Marotta            |
|    | Italia (bandiera) | C     | Raffaele Moxedano          |
|    | Italia (bandiera) | C     | Giuseppe Pariggiano        |
|    | Italia (bandiera) | C     | Maurizio Piscopo           |
|    | Italia (bandiera) | C     | Vincenzo Ricciardi         |
|    | Italia (bandiera) | C     | Salvatore Vitagliano       |
|    | Italia (bandiera) | A     | Anton Giulio Bonacci       |
|    | Italia (bandiera) | A     | Raffaele Caccavale         |
|    | Italia (bandiera) | A     | Rudy De Paola              |
|    | Italia (bandiera) | A     | Stefano Del Grande         |
|    | Italia (bandiera) | A     | Sergio Di Corcia           |
|    | Italia (bandiera) | A     | Claudio Mainenti           |
|    | Italia (bandiera) | A     | Nunzio Majella             |
|    | Italia (bandiera) | A     | Rosario Majella            |
|    | Italia (bandiera) | A     | Marco Mazzeo               |
|    | Italia (bandiera) | A     | Maurizio Mercurio          |
|    | Italia (bandiera) | A     | Rosario Stanzione          |
|    | Italia (bandiera) | A     | Ernesto Verolino           |
|    | Italia (bandiera) | A     | Giovanni Cerullo           |

## Calciomercato
| Acquisti | Acquisti             | Acquisti        | Acquisti      |
| R.       | Nome                 | da              | Modalità      |
| -------- | -------------------- | --------------- | ------------- |
| P        | Massimo De Blasio    | Lavello         |               |
| P        | Raffaele Ioime       | Catania         |               |
| D        | Arturo Carbonaro     | Salernitana     |               |
| D        | Marco Fichera        | Angri           |               |
| D        | Nicola Giampà        | Crotone         |               |
| D        | Andrea Martino       | Angri           | fine prestito |
| D        | Aniello Parisi       | Lodigiani       |               |
| D        | Alberto Savino       | Venezia         |               |
| D        | Raffaele Scala       | Vico Equense    |               |
| D        | Gennaro Scognamiglio | Salernitana     |               |
| C        | Carlo Balzano        | Terzigno        |               |
| C        | Ciro Carrato         | Sangiuseppese   |               |
| C        | Luca Cirillo         | Foggia          |               |
| C        | Giuseppe Granozi     | Olbia           |               |
| C        | Antonio Greco        | Turris          |               |
| C        | Antonio Infante      | Sorrento        |               |
| C        | Giuseppe Lo Polito   | Rende           |               |
| C        | Angelo Logrieco      | Bari            |               |
| C        | Andrea Manco         | Lavello         |               |
| C        | Antonio Marasco      | Modena          |               |
| C        | Raffaele Moxedano    | Sangiuseppese   |               |
| C        | Giuseppe Pariggiano  | Scafatese       |               |
| C        | Maurizio Piscopo     | Lavello         |               |
| C        | Vincenzo Ricciardi   | Angri           |               |
| A        | Anton Giulio Bonacci | Montevarchi     |               |
| A        | Rudy De Paola        | Lecco           |               |
| A        | Stefano Del Grande   | Giugliano       |               |
| A        | Sergio Di Corcia     | Pro Vasto       |               |
| A        | Claudio Mainenti     | Grottammare     |               |
| A        | Nunzio Majella       | Real Marcianise |               |
| A        | Marco Mazzeo         | Sangiuseppese   |               |
| A        | Maurizio Mercurio    | Angri           |               |
| A        | Rosario Stanzione    | Nocerina        |               |
| A        | Ernesto Verolino     | Sangiuseppese   |               |

| Cessioni | Cessioni         | Cessioni | Cessioni |
| R.       | Nome             | a        | Modalità |
| -------- | ---------------- | -------- | -------- |
| D        | Giovanni Bagnara | Nocerina |          |
| A        | Rosario Majella  | Trapani  | prestito |

## Risultati

### Serie D

#### Girone di andata
| Arbitro: | Cisaria (Trento) |

|            |           |  |
| Corapi 48’ | Marcatori |  |

| Torre Annunziata 18 settembre 2005, ore CEST 2ª giornata | Savoia                               | 0 – 0 referto | Grottaglie | Stadio Alfredo Giraud (1 800 spett.)\| Arbitro: \| Stefano Del Giovane (Albano Laziale) \| |
| Arbitro:                                                 | Stefano Del Giovane (Albano Laziale) |               |            |                                                                                            |

| Arbitro: | Massa (Imperia) |

|                        |           |              |
| Scarpa 39’ (rig.), 45’ | Marcatori | 12’ Verolino |

| Arbitro: | Magno (Catania) |

|                               |           |                    |
| Verolino 4’ Mazzeo 84’ (rig.) | Marcatori | 29’ (rig.) Baratto |

| Arbitro: | Aurelio Cafari Panico (Cassino) |

|  |           |             |
|  | Marcatori | 69’ Piscopo |

| Arbitro: | Bellè (Reggio Calabria) |

|                |           |                |
| Vitagliano 65’ | Marcatori | 27’ Insanguine |

| Arbitro: | Santonocito (Abbiategrasso) |

|                  |           |             |
| Incoronato 90+1’ | Marcatori | 40’ Majella |

| Arbitro: | Quartarone (Messina) |

|                   |           |                   |
| Mazzeo 14’ (rig.) | Marcatori | 36’ (rig.) Loseto |

| Arbitro: | Colagreco (Chieti) |

|                   |           |  |
| Rosciglione 90+3’ | Marcatori |  |

| Arbitro: | Spina (Acireale) |

|                    |           |             |
| Del Grande 9’, 61’ | Marcatori | 90’ Falcone |

| Arbitro: | Tidona (Torino) |

|            |           |  |
| Todino 77’ | Marcatori |  |

| Arbitro: | D’Agostino (Empoli) |

|              |           |                                      |
| Mainenti 10’ | Marcatori | 3’ D’Auria 28’ Giordano 81’ Noviello |

| Arbitro: | Oliveri (Pescara) |

|  |           |                |
|  | Marcatori | 90+2’ Di Nolfo |

| Arbitro: | De Gasperi (Aprilia) |

|                                                  |           |                                      |
| Galetti 5’, 66’ Pugliese 14’ Caridi 90+4’ (rig.) | Marcatori | 19’ Mainenti 61’ (rig.), 88’ Carrato |

| Arbitro: | Gallo (Barcellona Pozzo di Gotto) |

|                              |           |             |
| Moxedano 3’ Buono 46’ (aut.) | Marcatori | 72’ Palumbo |

| Arbitro: | Tramontina (Udine) |

|                                |           |              |
| Ferrara 6’ Pellegrino 15’, 77’ | Marcatori | 80’ Moxedano |

| Arbitro: | Perisar (Udine) |

|             |           |             |
| Piscopo 63’ | Marcatori | 53’ Laviano |

#### Girone di ritorno
| Arbitro: | Bolano (Livorno) |

|            |           |  |
| Savino 87’ | Marcatori |  |

| Grottaglie 15 gennaio 2006, ore CEST 19ª giornata | Grottaglie         | 0 – 0 referto | Savoia | (450 spett.)\| Arbitro: \| Olivieri (Pescara) \| |
| Arbitro:                                          | Olivieri (Pescara) |               |        |                                                  |

| Arbitro: | Giardina (Agrigento) |

|                     |           |                   |
| De Paola 62’ (rig.) | Marcatori | 84’ (rig.) Scarpa |

| Arbitro: | Belletti (Trento) |

|                            |           |                         |
| De Rosa P. 68’ Baratto 77’ | Marcatori | 3’ De Paola 20’ Marasco |

| Bojano 5 febbraio 2006, ore CEST 22ª giornata | Savoia            | 0 – 0 Campo neutro referto | Matera | (200 spett.)\| Arbitro: \| D’Ascoli (Arezzo) \| |
| Arbitro:                                      | D’Ascoli (Arezzo) |                            |        |                                                 |

| Arbitro: | Marrazzo (Tivoli) |

|                                   |           |  |
| Bonfigli 28’ Parente 47’ Masi 62’ | Marcatori |  |

| Arbitro: | Coccia (San Benedetto del Tronto) |

|             |           |                   |
| Marasco 60’ | Marcatori | 90+5’ Esposito V. |

| Arbitro: | Barbeno (Brescia) |

|            |           |                          |
| Suarez 87’ | Marcatori | 1’ Moxedano 90+5’ Baylon |

| Arbitro: | Magno (Catania) |

|               |           |  |
| Stanzione 71’ | Marcatori |  |

| Arbitro: | Giacomelli (Trieste) |

|  |           |                     |
|  | Marcatori | 29’, 78’ Del Grande |

| Arbitro: | Pomentale (Bologna) |

|              |           |  |
| Moxedano 47’ | Marcatori |  |

| San Giuseppe Vesuviano 26 marzo 2006, ore CEST 29ª giornata | Sangiuseppese                 | 0 – 0 referto | Savoia | (800 spett.)\| Arbitro: \| Valentini (Città di Castello) \| |
| Arbitro:                                                    | Valentini (Città di Castello) |               |        |                                                             |

| Bacoli 2 aprile 2006, ore CEST 30ª giornata | Sibilla            | 0 – 0 referto | Savoia | (800 spett.)\| Arbitro: \| Barbiero (Vicenza) \| |
| Arbitro:                                    | Barbiero (Vicenza) |               |        |                                                  |

| Arbitro: | Baronti (Livorno) |

|  |           |             |
|  | Marcatori | 81’ Galetti |

| Arbitro: | Ronchi (Milano) |

|                                 |           |             |
| Guadagnuolo 39’, 62’ Izzo 90+1’ | Marcatori | 61’ Marasco |

| Arbitro: | Corradini (Macerata) |

|                           |           |                    |
| Moxedano 20’ De Paola 56’ | Marcatori | 29’ (rig.) Ferrara |

| Arbitro: | Tagarelli (Termoli) |

|  |           |                |
|  | Marcatori | 90+4’ De Paola |

### Coppa Italia

#### Primo turno
| Arbitro: | Mengacci (Ercolano) |

|  |           |          |
|  | Marcatori | 50’ Rosi |

| Arbitro: | Evangelista (Avellino) |

|           |           |                                    |
| Manzo 75’ | Marcatori | 29’ Granozi 35’ Mazzeo 65’ Majella |

#### Secondo turno
| Arbitro: | D'Iasio (Bari) |

|                   |           |                                  |
| Mazzeo 48’ (rig.) | Marcatori | 19’, 60’ Orefice 90+3’ Del Prete |

| Arbitro: | Valletta (Caserta) |

|              |           |  |
| Lajsme 90+2’ | Marcatori |  |

## Statistiche
Statistiche aggiornate al 7 maggio 2006.

### Statistiche di squadra
Inserire punti e media inglese solo per il campionato
| Competizione         | Punti | In casa | In casa | In casa | In casa | In casa | In casa | In trasferta | In trasferta | In trasferta | In trasferta | In trasferta | In trasferta | Totale | Totale | Totale | Totale | Totale | Totale | D.R. |
| Competizione         | Punti | G       | V       | N       | P       | Gf      | Gs      | G            | V            | N            | P            | Gf           | Gs           | G      | V      | N      | P      | Gf     | Gs     | D.R. |
| -------------------- | ----- | ------- | ------- | ------- | ------- | ------- | ------- | ------------ | ------------ | ------------ | ------------ | ------------ | ------------ | ------ | ------ | ------ | ------ | ------ | ------ | ---- |
| Serie D              | 45    | 17      | 7       | 7       | 3       | 17      | 14      | 17           | 4            | 5            | 8            | 15           | 22           | 34     | 11     | 12     | 11     | 32     | 36     | -4   |
| Coppa Italia Serie D | 0     | 2       | 0       | 0       | 2       | 1       | 4       | 2            | 1            | 0            | 1            | 3            | 2            | 4      | 1      | 0      | 3      | 4      | 6      | -2   |
| Totale               | 45    | 19      | 7       | 7       | 5       | 18      | 18      | 19           | 5            | 5            | 9            | 18           | 24           | 38     | 12     | 12     | 14     | 36     | 42     | -6   |

### Andamento in campionato
| Giornata  | 1 | 2 | 3 | 4 | 5 | 6 | 7 | 8 | 9 | 10 | 11 | 12 | 13 | 14 | 15 | 16 | 17 | 18 | 19 | 20 | 21 | 22 | 23 | 24 | 25 | 26 | 27 | 28 | 29 | 30 | 31 | 32 | 33 | 34 |
| --------- | - | - | - | - | - | - | - | - | - | -- | -- | -- | -- | -- | -- | -- | -- | -- | -- | -- | -- | -- | -- | -- | -- | -- | -- | -- | -- | -- | -- | -- | -- | -- |
| Luogo     | T | C | T | C | T | C | T | C | T | C  | T  | C  | C  | T  | C  | T  | C  | C  | T  | C  | T  | C  | T  | C  | T  | C  | T  | C  | T  | T  | C  | T  | C  | T  |
| Risultato | P | N | P | V | V | N | N | N | P | V  | P  | P  | P  | P  | V  | P  | N  | V  | N  | N  | N  | N  | P  | N  | V  | V  | V  | V  | N  | N  | P  | P  | V  | V  |
| Posizione |   |   |   |   |   |   |   |   |   |    |    |    |    |    |    |    |    |    |    |    |    |    |    |    |    |    |    |    |    |    |    |    |    | 10 |

Legenda:

Luogo: C = Casa; T = Trasferta. Risultato: V = Vittoria; N = Pareggio; P = Sconfitta.

### Statistiche dei giocatori
Sono in corsivo i calciatori che hanno lasciato la società a stagione in corso. 
| Giocatore      | Serie D  | Serie D | Serie D     | Serie D    | Coppa Italia Serie D | Coppa Italia Serie D | Coppa Italia Serie D | Coppa Italia Serie D | Totale   | Totale | Totale      | Totale     |
| Giocatore      | Presenze | Reti    | Ammonizioni | Espulsioni | Presenze             | Reti                 | Ammonizioni          | Espulsioni           | Presenze | Reti   | Ammonizioni | Espulsioni |
| -------------- | -------- | ------- | ----------- | ---------- | -------------------- | -------------------- | -------------------- | -------------------- | -------- | ------ | ----------- | ---------- |
| [[N. Cognome]] |          |         |             |            |                      |                      |                      |                      | 0        | 0      | 0           | 0          |